# Koirajärvi (Karesuando socken, Lappland, 759387-179329)
Koirajärvi är en sjö i Kiruna kommun i Lappland och ingår i Torneälvens huvudavrinningsområde. Sjön har en area på 0,297 kvadratkilometer och ligger 307 meter över havet.

## Delavrinningsområde
Koirajärvi ingår i det delavrinningsområde (759479-179310) som SMHI kallar för Mynnar i Muonioälvens vattendragsyta. Medelhöjden är 310 meter över havet och ytan är 19,15 kvadratkilometer. Räknas de 3 avrinningsområdena uppströms in blir den ackumulerade arean 58,97 kvadratkilometer. Paittasjoki som avvattnar avrinningsområdet har biflödesordning 3, vilket innebär att vattnet flödar genom totalt 3 vattendrag innan det når havet efter 383 kilometer. Avrinningsområdet består mestadels av skog (42 procent) och sankmarker (56 procent). Avrinningsområdet har 0,39 kvadratkilometer vattenytor vilket ger det en sjöprocent på 2 procent.